# 伊烏
伊烏（西班牙語：Yhú），是巴拉圭的城鎮，位於該國東部，由卡瓜蘇省負責管轄，距離亞松森230公里，始建於1904年，面積1,534平方公里，海拔高度320米，2002年人口34,737，人口密度每平方公里22.64人。